# Землянухін Антон Олександрович
Антон Землянухін (кирг. Антон Землянухин, нар. 11 грудня 1988, Кант) — киргизький футболіст, півзахисник клубу «Сісакет» та національної збірної Киргизстану. Найкращий футболіст Киргизстану (2015).

## Клубна кар'єра
Розпочинав грати у футбол на батьківщині в столичному «Мурас-Спорті» та клубі «Абдиш-Ата» з рідного міста Кант.
У 2007 році Землянухін перейшов у команду першої турецької ліги «Гіресунспор», підписавши контракт до 2012 року. У Туреччині входив у ТОП-20 найперспективніших легіонерів країни. У 2008 році компанія «Nike» підписала з Антоном рекламний контракт.
У середині 2009 року у Антона стався конфлікт із президентом «Гіресунспора» і він тимчасово залишив команду, повернувшись в «Абдиш-Ату», де провів залишок року.
У березні 2010 року перейшов на правах оренди в «Тараз». Перший гол у чемпіонаті Казахстану забив у 8 турі у ворота «Жетису». Після закінчення сезону продовжив контракт із клубом. Увійшов у ТОП-50 найкращих гравців чемпіонату зайнявши 42 місце.
Влітку 2011 року повернувся в «Абдиш-Ату», оскільки через травму не зміг продовжити кар'єру в Казахстані. А вже у 2012 році як вільний агент і громадянин Казахстану перейшов в «Актобе».
Влітку 2013 підписав контракт з командою «Кайрат», строком на 1,5 року. У новій команді взяв 24 номер, але провів у клубі лише півроку, після чого ще сезон захищав кольори «Кайсара».
У лютому 2015 року став гравцем сербського клубу «Раднички» з міста Ниш. Ді кінця року провів у Суперлізі 27 матчів і забив 5 голів.
На початку 2016 року приєднався до складу таїландського клубу «Сісакет». Відтоді встиг відіграти за таїландську команду 23 матчі в національному чемпіонаті.

## Виступи за збірну
7 березня 2007 року дебютував в офіційних матчах у складі національної збірної Киргизстану в товариській грі проти збірної Казахстану (0:2). Всього до лютого 2010 року зіграв у 12 матчах за збірну і забив 3 голи, після чого тривалий час не викликався. У березні 2015 року Антон повернувся в збірну на матч проти збірної Афганістану.
Наразі провів у формі головної команди країни 20 матчів, забивши 7 голів. Кращий бомбардир в історії збірної Киргизії.

## Досягнення

### Командні
- Чемпіон Казахстану: 2013
- Бронзовий призер чемпіонату Казахстану: 2012
- Чемпіон Киргизстану: 2019
- Срібний призер чемпіонату Киргизстану: 2009
- Володар Кубка Киргизстану: 2007, 2009, 2011
- Володар Суперкубка Киргизстану: 2019

### Особисті
- Найкращий футболіст Киргизстану: 2015[1]
- Найкращий нападник Киргизстану: 2009
- 42-е місце в списку 50 кращих гравців чемпіонату Казахстану: 2010[8]
- Футболіст року в Киргизстані: 2015